# Caravello
I Caravello furono una nobile famiglia veneziana.
Ascritta al patriziato da tempo imprecisato, vi rimase anche dopo la serrata del 1297. Ebbe un ruolo di spicco nella vita politica veneziana fra Tre e Quattrocento, ricoprendo numerose cariche amministrative e militari e partecipando all'elezione dei dogi.

## Storia
Come si riporta in una cronaca attribuita a Piero Giustiniani (XIV secolo), la casata proverrebbe da Equilio. Le si attribuisce, assieme ai Barbarigo, la ricostruzione (1028) della chiesa di San Trovaso.
Primo riferimento scritto è un documento del 1187 nella quale si riporta che un Dominicus Caravello aveva sovvenzionato, con altri cittadini, una spedizione militare contro la città di Zara. Nel 1212 un Marin Caravelo è tra i veneziani inviati a colonizzare Candia, seguito, nel 1232, da Sirico, Filippo e Palmiero Caravello.
Nel XIV secolo si distinse un Francesco, uomo d'armi e podestà di Lesina. Poco più tardi è la volta di Marino, probabilmente il membro più rilevante della casata, il quale fu diplomatico in Europa e in Oriente, e amministratore di varie piazzeforti dello Stato da Màr. Nel 1406 fu uno dei primi podestà della Padova veneziana.
Fu Leonardo Caravello, altro capitano di Padova, a sventare il rientro dei Carraresi, fatto che si concluse con la decapitazione di Marsilio da Carrara nel 1435. Dello stesso periodo era Marco Caravello, vescovo di Cittanova e Nauplia, che nel 1456 tentò l'elezione a patriarca di Grado.
Fece scalpore la vicenda di Marietta Caravello in Moro, che nel 1522 imbrattò di pece le porte delle case di quattro patrizi, in quanto le loro mogli non l'avevano accompagnata a una festa. Fu bandita da Venezia per dieci anni.
Il ramo veneziano della famiglia si estinse con Luigi, morto senza eredi il 19 settembre 1567, nonostante i due matrimoni contratti rispettivamente con la figlia di Marco Diedo (1544) e con quella di Vicenzo Gritti (1549).